# Jerzy Gölis
Jerzy Robert Gölis (ur. 7 kwietnia 1905 w Lisku) – polski inżynier architekt.

## Życiorys
Jerzy Robert Gölis urodził się 7 kwietnia 1905 w Lisku w rodzinie o korzeniach polsko–austriackich. Jego rodzicami byli Zygfryd (1873-1953) i Jadwiga z domu Leszczyńska (1878-1952, córka Franciszka Leszczyńskiego i Leopoldyny z domu Walter oraz siostra Franciszka). Jego rodzeństwem byli Stefan (1909-1959, pracownik kopalnictwa naftowego), Maria (po mężu Bieńkowska, późniejsza księgowa i działaczka kulturalna), Anna (ur. 1915).  Wraz z rodziną mieszkał w Sanoku przy ulicy Jana III Sobieskiego nr 207 (pod tym samym adresem zamieszkiwała rodzina Jana Hroboniego).
W 1923 zdał egzamin dojrzałości w Państwowym Gimnazjum im. Królowej Zofii w Sanoku (w jego klasie byli m.in. Józef Galanka, Tadeusz Hroboni, Jan Pudełko). Studiował na politechnice. Ukończył studia z tytułem inżyniera. Został pracownikiem naukowym w Katedrze Budownictwa Ogólnego na Wydziale Architektonicznym Politechniki Lwowskiej, gdzie w roku akademickim 1929/30 był zastępcą asystenta, a w roku akademickim 1933/34 był konstruktorem. Był autorem rozbudowy Kościoła św. Gotarda w Kaliszu (ostatecznie zaakceptowano zbliżony projekt, który przygotował Adolf Buraczewski).
Po II wojnie światowej przebywał we Lwowie (w 1958 przypisany do ulicy Instytuckiej 8).